# Le Laideron
Pour plus de détails, voir Fiche technique et Distribution.
Le Laideron (La bruttina stagionata) est une comédie italienne réalisée par Anna Di Francisca et sortie en 1997.
Il s'agit d'une adaptation du roman éponyme de Carmen Covito (it) paru en 1992. 

## Synopsis
Marilina est une femme anonyme et résignée qui approche de la quarantaine. Insatisfaite de sa vie, elle est tourmentée par une mère insupportable et les conseils non sollicités d'une amie d'enfance. Mais grâce à une vidéo d'annonces érotiques, Marilina découvre qu'elle a un potentiel de séduction, ce qui l'amène à rencontrer Jan, le gérant d'un sex shop, Nicky, un adorable fils à papa, et Berto, un gigolo brutal.

## Fiche technique
- Titre original : Le Laideron[1],[2]
- Titre italien : La bruttina stagionata[3]
- Réalisation : Anna Di Francisca
- Scénario : Anna Di Francisca, Patrizia Pistagnesi, Giovanni Robbiano (it), d'après le roman éponyme de Carmen Covito (it) paru en 1992.
- Photographie : Luigi Verga
- Montage : Simona Paggi (it)
- Musique : Pasquale Filastò, Aidan Zammit (it)
- Décors : Beatrice Scarpato (it)
- Costumes : Liliana Sotira
- Production : Fulvio Lucisano
- Sociétés de production : Goodtime Enterprises, Rai 3
- Pays de production :  Italie
- Langue originale : italien
- Format : couleurs - Son stéréo Dolby
- Genre : comédie
- Durée : 93 minutes
- Dates de sortie : 
  - France : 12 novembre 1997

## Distribution
- Carla Signoris : Marilina
- Edi Angelillo (it) : Olimpia
- Angelo Sorino : Berto
- Fabrizio Gifuni : Nicky
- Tony Nardi : Jan
- Dario Bergesio : Alessio
- Milena Vukotic : La mère de Marilina
- Isabella Biagini : la mère d'Olimpia
- Fabrizia Dal Farra
- Italo Bocchino : serveur